# Heyman Dullaert

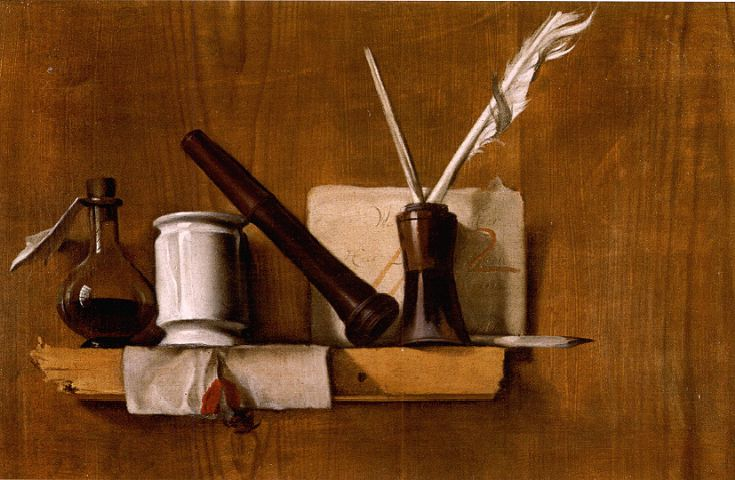
Trompe-l'oeil van Heyman Dullaert

Heyman Dullaert (Rotterdam, 6 februari 1636 - aldaar, 6 mei 1684) was een Nederlands schilder en dichter en leerling van Rembrandt. Zijn schilderijen, veelal trompe-l'oeils, zijn te zien onder andere in Nederland in het Kröller-Müllermuseum.
Als dichter is hij vooral bekend door zijn gedichten Aan myne uitbrandende kaerse en Een korenwanner aan de winden, beide te vinden in De Nederlandse poëzie van de 17e en 18e eeuw van Gerrit Komrij.
Hij lag begraven in de Rotterdamse Prinsenkerk, die bij het bombardement van 1940 werd verwoest.